# The Tech
The Tech fue publicado por primera vez en 1881, es el periódico universitario más antiguo y grande del Instituto Tecnológico de Massachusetts (MIT) en Cambridge, Massachusetts. Las ediciones son publicadas los martes y viernes durante el año académico, diariamente durante el periodo de orientación de novatos, una vez al mes durante enero, y ocasionalmente durante el verano. Las copias impresas son distribuidas a través del MIT durante la mañana de la publicación.
The Tech fue el primer periódico publicado en la World Wide Web, tal como dice en su página web Archivado el 13 de septiembre de 2008 en Wayback Machine.. En un principio se utilizó StarText, un sistema de videotexto de Fort Worth Star-Telegram, el cual mostraba el contenido del periódico en las pantallas de los computadores, comenzó en 1982 en Fort Worth, Texas (pero no estuvo en internet hasta 1996). En 1987, el Middlesex News (Framingham, Massachusetts lanzó Fred the Computer, un sistema BBS de una línea usado para ver anticipadamente la edición del día siguiente y posteriormente para organizarlas ediciones pasadas del periódico.
Muchas páginas del The Tech son accesibles como archivos PDF. Aquí se puede ver la primera página de la primera edición The Tech 16 de noviembre de 1881) Archivado el 21 de septiembre de 2006 en Wayback Machine.. Editado por Arthur W. Walker, fue impreso por Alfred Mudge & Son Printers, ubicado en 34 School Street en Boston. Hoy en día The Tech es impreso por Charles River Publishing en Charlestown. Por un periodo en los 1990's fue impreso por Mass Web Printing Company, una unidad de Phoenix Media/Communications Group, el publicador del Boston Phoenix.